# Margareta Bosdotter (Oxenstierna)
Margareta Bosdotter (Oxenstierna), död 1397, var en svensk nunna, abbedissa i Vadstena kloster 1381–1385/1388. 

## Biografi
Margareta Bosdotter var dotter till Bo Thorsson (Oxenstierna) och Katarina Petersdotter (Fargalt), och gifte sig med Birger Lax (död 1377). Hon blev medlem i Vadstena kloster den 27 februari 1380. Hon omtalas som abbedissa från den 11 januari 1382 till den 17 april 1384, men var aldrig formellt vigd till abbedissa. I praktiken tros hon ändå ha utövat ämbetet fram till 1388.